# リヴァディア (小惑星)
リヴァディア(3006 Livadia) は、小惑星帯に位置する小惑星である。ニコライ・チェルヌイフがクリミア天体物理天文台で発見した。

## 名称
クリミア半島のヤルタ郊外にある都市リヴァディアに因んで名付けられた。